# The Breach
The Breach è un singolo del gruppo musicale statunitense Starset, pubblicato il 10 settembre 2021 come secondo estratto dal quarto album in studio Horizons.

## Video musicale
Il video, diretto da Nick Peterson, mostra una coppia e il loro figlio apparentemente controllati da un'intelligenza artificiale moderna che fanno la mossa audace per sfuggire al loro presunto idilliaco domicilio e fuggire sulle colline a cercare la propria libertà. Verso il finale il protagonista si ritrova faccia a faccia con una persona mascherata.

## Tracce
1. The Breach – 4:20
2. Infected – 3:08

## Formazione
Hanno partecipato alle registrazioni, secondo le note di copertina di Horizons:
Musicisti
- Dustin Bates – voce
- Paul Trust – interludi, arrangiamento strumenti ad arco
- Jasen Rauch – chitarra, basso
- Isaiah Perez – batteria
- Joe Rickard – programmazione
- Alex Niceford – programmazione
- Garrison Turner – programmazione aggiuntiva
- David Angell – violino
- Carrie Bailey – violino
- Seanad Chang – viola
- Paul Nelson – violoncello

Produzione
- Joe Rickard – produzione, ingegneria del suono
- Dustin Bates – produzione esecutiva
- Jasen Rauch – ingegneria parti di batteria
- Dan Lancaster – missaggio
- Niel Nielsen – mastering
- Josh Keith – ingegneria strumenti ad arco

## Classifiche
| Classifica (2021)       | Posizione massima |
| ----------------------- | ----------------- |
| Stati Uniti (hard rock) | 22                |